# Magnitogorsk
Magnitogorsk (tiếng Nga: Магнитого́рск, IPA: [məɡnʲɪtɐˈɡorsk], nghĩa là thành phố có ngọn núi từ trường) là một thành phố công nghiệp ỏ tỉnh Chelyabinsk, Nga, nằm ở rìa phía đông của phần cực nam của dãy núi Ural, bên bờ sông Ural. Dân số của thành phố là 407,775 (Điều tra dân số 2010).
Thành phố được đặt tên theo Núi Magnitnaya, ngọn núi trước đây bao gồm gần như hoàn toàn là quặng sắt, khoảng 55% tới 60% là sắt. Đây là thành phố lớn thứ hai ở Nga mà không phải là trung tâm hành chính của bất kỳ chủ thể liên bang hay raion nào. Magnitogorsk sở hữu nhà máy luyện sắt thép lớn nhất cả nước, Nhà máy sắt thép Magnitogorsk. Khẩu hiệu của thành phố là "Nơi châu Âu và châu Á gặp gỡ" do thành phố có lãnh thổ nằm ở cả hai châu lục.

## Lịch sử

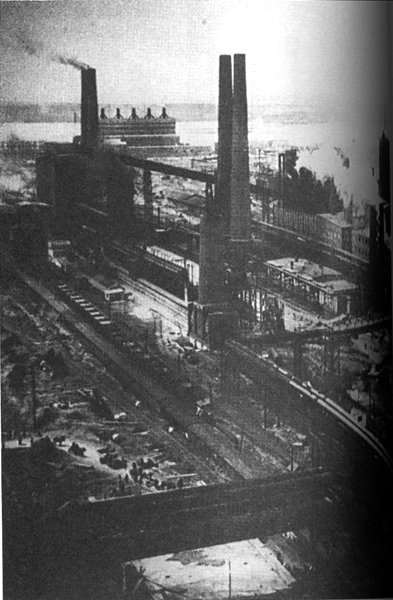
Một cơ sở sản xuất thép ở Magnitogorsk thập niên 1930

Magnitogorsk được thành lập vào năm 1743 với tư cách là một trong các pháo đài thuộc tuyến Orenburg trong thời kỳ cai trị của Nữ hoàng Elizaveta. Cho tới năm 1747 khu định cư đã phát triển đủ lớn để tiến hành việc xây dựng một nhà nguyện nhỏ bằng gỗ mang tên "Nhà thờ Chúa Ba Ngôi".
Người Nga khai thác quặng sắt ở khu vực này từ năm 1752 khi hai doanh nhân Tverdysh và Myasnikov quyết định kiểm tra tính khả thi của việc khai thác. Họ cố gắng xoay xở để tận dụng tối đa tài nguyên tại núi Magnitnaya, ngọn núi vốn không thuộc về ai vào thời điểm đó - họ cũng đã bảo đảm điều đó bằng cách xin sự cho phép của Nữ hoàng Elizaveta. Năm 1759, lời thỉnh nguyện cuối cùng đã được chấp thuận và họ bắt đầu tiến hành sản xuất quặng sắt.
Thành phố trải qua thời kỳ chuyển mình trong thập niên 1930, thời điểm theo kế hoạch 5 Năm của Stalin, Magnitogorsk sẽ trở thành một thị trấn công nghiệp dựa trên hình mẫu của hai trong số những thành phố sản xuất thép tiên tiến nhất tại Hoa Kỳ vào thời điểm đó - Gary, Indiana, và Pittsburgh, Pennsylvania. Lúc này hàng trăm chuyên gia nước ngoài đã đổ về đây để thực hiện và chỉ đạo công việc.
Vào năm 1928 một nhóm các nhà đàm phán của Liên Xô tới Cleveland, Ohio để thảo luận với công ty tư vấn Arthur G. McKee của Mỹ về kế hoạch thiết lập tại Magnitogorsk một bản sao của nhà máy thép US Steel tại Gary. Hợp đồng được tăng lên bốn lần và nhà máy mới có công suất hơn bốn triệu tấn mỗi năm.
Lượng dự trữ quặng sắt khổng lồ trong khu vực khiến nơi đây trở thành một vị trí đắc địa để xây dựng một nhà máy thép có khả năng thách thức các đối thủ phương Tây. Tuy nhiên, một tỷ lệ lớn lực lượng lao động, như nông dân, thường có kỹ năng và kinh nghiệm công nghiệp rất hạn chế. Để giải quyết những vấn đề này, hàng trăm chuyên gia nước ngoài đã đến để chỉ đạo công việc, bao gồm một nhóm kiến trúc sư đứng đầu là người Đức Ernst May.
Theo quy hoạch ban đầu, thành phố sẽ đi theo lối thiết kế theo kiểu thành phố chuỗi, với nhiều dãy nhà dân chạy song song với nhà máy, với các hàng cây xanh đóng vai trò hàng rào ngăn cách. Các nhà quy hoạch sắp xếp các khu vực dân cư và sản xuất làm sao để giảm thiểu thời gian đi lại: công nhân thường sống trong một khu vực của dải dân cư gần nhất với khu vực của dải công nghiệp nơi họ làm việc.
Tuy nhiên trước khi May hoàn thành việc quy hoạch cho Magnitogorsk, việc xây dựng nhà máy và nhà ở đã bắt đầu. Nhà máy rộng lớn và những hồ nước làm sạch khổng lồ đã để lại rất ít không gian để phát triển, và do đó, May phải thiết kế lại khu dân cư để phù hợp với địa điểm đã bị thay đổi. Việc thay đổi này khiến thành phố "giống như dây thừng" hơn là chuỗi. Mặc dù khu công nghiệp tập trung ở bờ trái sông Ural, còn hầu hết các khu dân cư được tách biệt hẳn và nằm ở bờ phải, nhưng cư dân thành phố vẫn phải chịu khói độc hại và khói nhà máy.
Trong cuốn sách Phía sau dãy Ural của tác giả John Scott ghi chép lại về sự phát triển công nghiệp của Magnitogorsk trong những năm 1930. Scott nói về sự phát triển nhanh chóng về công nghiệp và xã hội trong kế hoạch 5 năm đầu tiên của Stalin và thái độ tự phụ ngày một gia tăng của chế độ Xô viết trước cuộc đại thanh trừng cuối thập niên 1930.
Vào năm 1937 người nước ngoài bị buộc phải rời khỏi Magnitogorsk và thành phố bị đóng cửa. Có rất ít thông tin đáng tin cậy về các sự kiện và sự phát triển của thành phố trong thời gian đóng cửa.
Thành phố đóng vai trò quan trọng trong Chiến tranh thế giới thứ hai bởi vì nơi này cung cấp phần lớn sắt thép cho công cuộc chiến tranh của Liên Xô và chính vị trí chiến lược của nó ở phía đông dãy núi Ural giúp Magnitogorsk an toàn trước nguy cơ xâm lược của quân Đức.
Trong thời kỳ perestroika thành phố được mở cửa trở lại và người nước ngoài được phép đến thăm thành phố một lần nữa. Những năm sau perestroika đã mang lại sự thay đổi đáng kể trong đời sống thành phố; Nhà máy Sắt thép được tổ chức lại thành một công ty cổ phần, Công ty Sắt thép Magnitogorsk (MISW hay MMK), đơn vị đã giúp xây dựng lại đường sắt và một sân bay mới.
Với sự cạn kiệt đáng kể trữ lượng quặng sắt địa phương, Magnitogorsk phải nhập nguyên liệu thô từ mỏ Sokolvsko-Sarbaisky ở phía bắc Kazakhstan.

## Địa vị hành chính
Trong hệ thống phân cấp hành chính Nga, Magnitogorsk được thành lập với tư cách là Thành phố Magnitogorsk - đơn vị hành chính tương đương với huyện. Với tư cách là đơn vị tự quản, Thành phố Magnitogorsk trở thành Okrug đô thị Magnitogorsky.

## Giao thông
Thành phố được kết nối bởi Sân bay quốc tế Magnitogorsk và một đường sắt. Giao thông công cộng trong thành phố bao gồm tàu điện, xe buýt, và taxi. Thành phố được xếp hạng 8 trên thế giới và thứ 2 ở Nga về tắc nghẽn ô tô.

## Giáo dục và văn hóa
Có ba cơ sở giáo dục đại học ở Magnitogorsk: Đại học Kỹ thuật Quốc gia Magnitogorsk, Đại học Quốc gia Magnitogorsk, và Nhạc viện Quốc gia Magnitogorsk.
Ngoài ra còn có ba nhà hát: Nhà hát kịch Pushkin (lâu đời nhất trong thành phố), Nhà hát Opera và Ba lê và Nhà hát múa rối. Nhà thờ Chúa Thăng Thiên được mở cửa vào năm 2004.

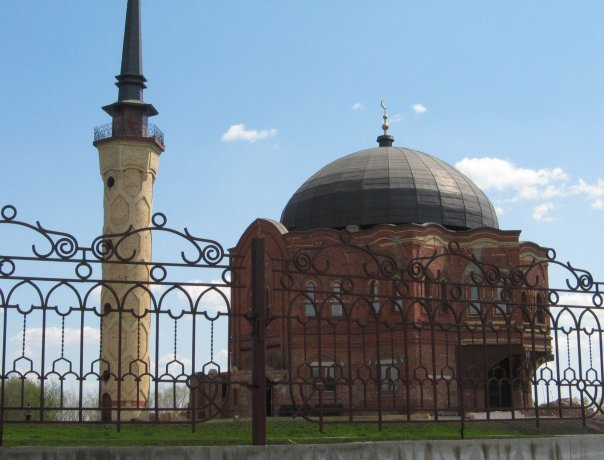
Đại giáo đường Hồi giáo Magnitogorsk

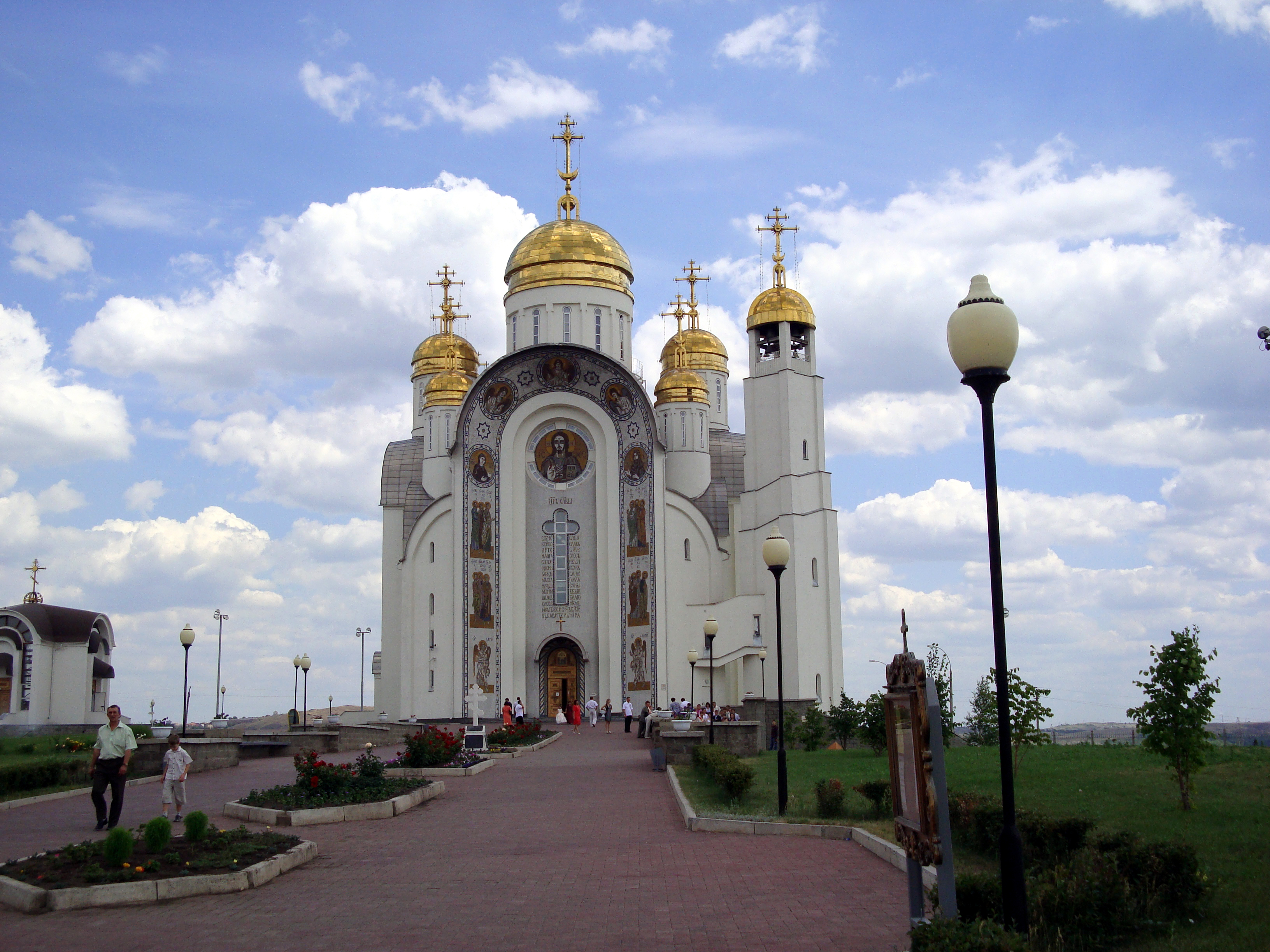
Nhà thờ Chúa Thắng Thiên Magnitogorsk

## Thể thao
Metallurg Magnitogorsk là một đội khúc côn cầu trên băng ở Magnitogorsk thi đấu ở Kontinental Hockey League. Evgeni Malkin của đội Pittsburgh Penguins và Nikolai Kulemin của đội New York Islanders từng thi đấu cho Metallurg và đều là người gốc Magnitogorsk. Metallurg Magnitogorsk từng giành Cúp Gagarin vào các mùa giải 2013-14 và 2015-16.
Đội bóng đá của thành phố là FC Magnitogorsk thi đấu ở Giải bóng đá nghiệp dư Nga. Nằm trong vùng ngoại vi thành phố, Abzakovo là một cơ sở trượt tuyết nổi tiếng được MMK xây dựng.
Một số đội thể thao chính trong thành phố:
| Đội                    | Môn                    | Thành lập | Giải                                | Sân nhà                       |
| ---------------------- | ---------------------- | --------- | ----------------------------------- | ----------------------------- |
| Metallurg Magnitogorsk | Khúc côn cầu trên băng | 1955      | Kontinental Hockey League           | Arena Metallurg               |
| Stalnye Lisy           | Khúc côn cầu trên băng | 2009      | Giải khúc côn cầu trên băng trẻ Nga | Arena Metallurg               |
| Magnitka-Universitet   | Bóng rổ                |           | Giải bóng rổ ngoại hạng nam         | Nhà thi đấu ĐHKT Magnitogorsk |

## Sinh thái
Magnitogorsk được nhắc tới trong cuộc khảo sát các thành phố ô nhiễm nhất thế giới của Viện Blacksmith vào năm 2007, nằm trong danh sách không được xếp hạng của báo cáo về 25 địa điểm ô nhiễm nhất không tính mười địa điểm hàng đầu. Chất gây ô nhiễm bao gồm chì, lưu huỳnh dioxide, kim loại nặng và các chất gây ô nhiễm không khí. Theo bệnh viện địa phương, chỉ có 1% trẻ em sống trong thành phố có sức khỏe tốt. Viện Blacksmith cho biết theo một báo cáo địa phương rằng "chỉ có 28% trẻ sơ sinh sinh năm 1992 khỏe mạnh và chỉ có 27% có mẹ khỏe mạnh". Tuy nhiên, theo Viện Blacksmith, các nhà quản lý nhà máy đã nâng cấp phần lớn thiết bị của họ trong những năm gần đây và lượng khí thải đã giảm khoảng 60%.

## Khí hậu
Magnitogorsk có khí hậu lục địa ẩm với bốn mùa rõ rệt tương tự với khí hậu Đại bình nguyên Bắc Mỹ nơi có mùa hè ấm áp hơn khí hậu cận bắc cực, nhưng có mùa đông tương đối khắc nghiệt đối với vĩ độ của nơi này. Kiểu khí hậu này là khí hậu điển hình của các khu vực cách xa các vùng nước lớn ở phía nam Nga. Nhiệt độ trung bình cao nhất và thấp nhất trong tháng 7 lần lượt là khoảng 25 °C (77 °F) và 13 °C (55 °F); trong khi đó nhiệt độ trung bình tháng 1 dao động từ mức cao nhất −10 °C (14 °F) vào ban ngày tới mức thấp nhất là −18 °C (0 °F). Nhiệt độ có thể tiệm cận 34 °C (93 °F) trở lên từ tháng 5 tới tháng 9, trong khi sương giá có thể xuống dưới −36 °C (−33 °F) trong các tháng còn lại ngoại trừ tháng 4 và tháng 10.
| Dữ liệu khí hậu của Magnitogorsk        | Dữ liệu khí hậu của Magnitogorsk | Dữ liệu khí hậu của Magnitogorsk | Dữ liệu khí hậu của Magnitogorsk | Dữ liệu khí hậu của Magnitogorsk | Dữ liệu khí hậu của Magnitogorsk | Dữ liệu khí hậu của Magnitogorsk | Dữ liệu khí hậu của Magnitogorsk | Dữ liệu khí hậu của Magnitogorsk | Dữ liệu khí hậu của Magnitogorsk | Dữ liệu khí hậu của Magnitogorsk | Dữ liệu khí hậu của Magnitogorsk | Dữ liệu khí hậu của Magnitogorsk | Dữ liệu khí hậu của Magnitogorsk |
| Tháng                                   | 1                                | 2                                | 3                                | 4                                | 5                                | 6                                | 7                                | 8                                | 9                                | 10                               | 11                               | 12                               | Năm                              |
| --------------------------------------- | -------------------------------- | -------------------------------- | -------------------------------- | -------------------------------- | -------------------------------- | -------------------------------- | -------------------------------- | -------------------------------- | -------------------------------- | -------------------------------- | -------------------------------- | -------------------------------- | -------------------------------- |
| Cao kỉ lục °C (°F)                      | 3.0 (37.4)                       | 5.6 (42.1)                       | 16.5 (61.7)                      | 30.1 (86.2)                      | 33.9 (93.0)                      | 38.5 (101.3)                     | 38.9 (102.0)                     | 37.2 (99.0)                      | 35.1 (95.2)                      | 24.3 (75.7)                      | 15.8 (60.4)                      | 8.2 (46.8)                       | 38.9 (102.0)                     |
| Trung bình ngày tối đa °C (°F)          | −10.0 (14.0)                     | −8.8 (16.2)                      | −2.1 (28.2)                      | 10.6 (51.1)                      | 19.4 (66.9)                      | 24.9 (76.8)                      | 25.2 (77.4)                      | 23.4 (74.1)                      | 17.4 (63.3)                      | 9.1 (48.4)                       | −1.9 (28.6)                      | −7.9 (17.8)                      | 8.3 (46.9)                       |
| Trung bình ngày °C (°F)                 | −14.1 (6.6)                      | −13.5 (7.7)                      | −7.1 (19.2)                      | 4.5 (40.1)                       | 12.6 (54.7)                      | 18.2 (64.8)                      | 19.2 (66.6)                      | 17.0 (62.6)                      | 11.1 (52.0)                      | 3.8 (38.8)                       | −5.9 (21.4)                      | −11.9 (10.6)                     | 2.8 (37.0)                       |
| Tối thiểu trung bình ngày °C (°F)       | −18.3 (−0.9)                     | −18.1 (−0.6)                     | −11.9 (10.6)                     | −1.0 (30.2)                      | 5.9 (42.6)                       | 11.4 (52.5)                      | 13.4 (56.1)                      | 11.1 (52.0)                      | 5.3 (41.5)                       | −0.8 (30.6)                      | −9.6 (14.7)                      | −16.0 (3.2)                      | −2.4 (27.7)                      |
| Thấp kỉ lục °C (°F)                     | −42.6 (−44.7)                    | −46.1 (−51.0)                    | −36.1 (−33.0)                    | −23.9 (−11.0)                    | −8.9 (16.0)                      | −2.8 (27.0)                      | 3.9 (39.0)                       | 0.0 (32.0)                       | −11.1 (12.0)                     | −21.0 (−5.8)                     | −36.1 (−33.0)                    | −38.9 (−38.0)                    | −46.1 (−51.0)                    |
| Lượng Giáng thủy trung bình mm (inches) | 19 (0.7)                         | 14 (0.6)                         | 18 (0.7)                         | 27 (1.1)                         | 33 (1.3)                         | 39 (1.5)                         | 60 (2.4)                         | 48 (1.9)                         | 27 (1.1)                         | 24 (0.9)                         | 23 (0.9)                         | 21 (0.8)                         | 353 (13.9)                       |
| Số ngày mưa trung bình                  | 0.1                              | 0.2                              | 2                                | 7                                | 12                               | 13                               | 15                               | 13                               | 12                               | 9                                | 4                                | 0.4                              | 88                               |
| Số ngày tuyết rơi trung bình            | 17                               | 14                               | 11                               | 5                                | 1                                | 0.2                              | 0                                | 0.1                              | 1                                | 6                                | 13                               | 15                               | 83                               |
| Độ ẩm tương đối trung bình (%)          | 83                               | 80                               | 80                               | 67                               | 58                               | 60                               | 67                               | 68                               | 69                               | 73                               | 81                               | 82                               | 72                               |
| Nguồn: Pogoda.ru.net                    |                                  |                                  |                                  |                                  |                                  |                                  |                                  |                                  |                                  |                                  |                                  |                                  |                                  |

## Thành phố kết nghĩa
- Concepción de La Vega, Cộng hòa Dominica
- Brandenburg an der Havel, Đức